# Équipe des Samoa américaines de football
Cet article traite de l'équipe masculine. Pour l'équipe féminine, voir Équipe des Samoa américaines de football féminin.
Ne doit pas être confondu avec Équipe des Samoa  de football.
Maillots
L'équipe des Samoa américaines de football est une sélection des meilleurs joueurs américano-samoans sous l'égide de la Fédération des Samoa américaines de football.

## Histoire

### Australie-Samoa américaines de 2001
Cette équipe fut de 2001 à 2015 la détentrice du record de buts encaissés lors d'un match international pour la Coupe du monde 2002, battue 31 à 0 par l'équipe d'Australie. Depuis le 7 juillet 2015, c'est l'équipe des États fédérés de Micronésie des moins de 23 ans qui détient ce record (46-0 contre le Vanuatu). Ce record n'est cependant pas officiel, car les États fédérés de Micronésie ne sont pas membres de la FIFA.

### Éliminatoires de la Coupe du monde 2014
Les Samoa américaines n'ont remporté leur premier match officiel sous la tutelle de la FIFA que le 22 novembre 2011, 2-1 face aux Îles Tonga, en qualifications pour la Coupe du monde 2014. L'équipe n'avait auparavant à son actif qu'une victoire contre l'équipe de Wallis-et-Futuna en 1983, lorsqu'elle n'était pas membre de la FIFA. Cette victoire met fin à une série de 30 défaites. Après un nul face aux Îles Cook (1-1), elle rencontre lors du troisième match décisif, l'équipe des Samoa occidentales. Elle caresse l'espoir de sortir de ce premier tour de qualifications, surtout après un tir sur le poteau à dix minutes de la fin du temps règlementaire. Mais les Samoans réduisent l'espoir à néant, en marquant sur contre-attaque, à l'ultime minute de la rencontre.

### Éliminatoires de la Coupe du monde 2018
Les Samoa américaines s'imposent 2 fois lors de leurs 2 derniers matchs, face aux Îles Cook 2-0, ce qui constitue sa plus grande victoire de son histoire, et 2 à 1 face aux Tonga comme lors des éliminatoires 2014. Mais une défaite contre les Samoa 3-2 lors de son premier match l'empêche de se qualifier pour la suite de la compétition, l'équipe finit deuxième de son groupe à un but près des Samoa.

## Palmarès

### Classement FIFA
| Année              | 1998 | 1999 | 2000 | 2001 | 2002 | 2003 | 2004 | 2005 | 2006 | 2007 | 2008 | 2009 | 2010 | 2011 | 2012 | 2013 | 2014 | 2015 | 2016 | 2017 | 2018 | 2024 |
| ------------------ | ---- | ---- | ---- | ---- | ---- | ---- | ---- | ---- | ---- | ---- | ---- | ---- | ---- | ---- | ---- | ---- | ---- | ---- | ---- | ---- | ---- | ---- |
| Classement mondial | 193  | 199  | 203  | 201  | 201  | 202  | 204  | 205  | 198  | 201  | 201  | 203  | 203  | 186  | 193  | 196  | 200  | 167  | 191  | 194  | 190  | 188  |
| Classement Océanie |      |      |      |      |      |      |      |      |      |      |      |      | 10   | 9    | 10   | 10   | 10   | 3    | 8    | 8    | 9    | 10   |

### Parcours enCoupe du monde
| Année | Position     |      | Année         | Position |               | Année | Position |
| 1930  | Non inscrite | 1974 | Non inscrite  | 2010     | Non qualifiée |       |          |
| 1934  | Non inscrite | 1978 | Non inscrite  | 2014     | Non qualifiée |       |          |
| 1938  | Non inscrite | 1982 | Non inscrite  | 2018     | Non qualifiée |       |          |
| 1950  | Non inscrite | 1986 | Non inscrite  | 2022     | Forfait       |       |          |
| 1954  | Non inscrite | 1990 | Non inscrite  | 2026     | Non qualifiée |       |          |
| 1958  | Non inscrite | 1994 | Non inscrite  | 2030     | À venir       |       |          |
| 1962  | Non inscrite | 1998 | Non inscrite  | 2034     | À venir       |       |          |
| 1966  | Non inscrite | 2002 | Non qualifiée |          |               |       |          |
| 1970  | Non inscrite | 2006 | Non qualifiée |          |               |       |          |

### Parcours enCoupe d'Océanie
| Année | Position          |      | Année             | Position |                   | Année | Position |
| 1973  | Non inscrit       | 2000 | Tour préliminaire | 2012     | Tour préliminaire |       |          |
| 1980  | Non inscrit       | 2002 | Tour préliminaire | 2016     | Tour préliminaire |       |          |
| 1996  | Tour préliminaire | 2004 | Tour préliminaire | 2020     | Annulée           |       |          |
| 1998  | Tour préliminaire | 2008 | Tour préliminaire | 2024     | Non inscrit       |       |          |

## Match par adversaire

### Bilan
| Rang | Équipe            | Pts | J  | G | N | P  | Bp | Bc  | Diff |
| ---- | ----------------- | --- | -- | - | - | -- | -- | --- | ---- |
| #    | Samoa américaines | 13  | 47 | 4 | 1 | 42 | 28 | 320 | -292 |

### Les 8 meilleurs buteurs
| Rang | Joueur                 | Buts | Sél. | Première sélection | Dernière sélection |
| ---- | ---------------------- | ---- | ---- | ------------------ | ------------------ |
| 1    | Ramin Ott              | 5    | 18   | 2003               | 2018               |
| 2    | Demetrius Beauchamp    | 2    | 3    | 2014               | 20..               |
| 3    | Shalom Luani           | 2    | 8    | 2011               | 20..               |
| 4    | Natia Natia            | 1    | 11   | 2004               | 2007               |
| 5    | Savaliga Afu           | 1    | 5    | 2002               | 2004               |
| 6    | Justin Manao           | 1    | 7    | 2011               | 20..               |
| 7    | Ryan Aloali'i Mitchell | 1    | 3    | 2015               | 20..               |
| 8    | Duane Atualevao        | 1    | 4    | 2002               |                    |

## Sélectionneurs
- Tiwo Kummings (2000)
- Anthony “Tony” Langkilde (2001)
- Tunoa Lui (2001-2004)
- Ian Crook (2004-2006)
- Nathan Mease (2007)
- David Brand (2007-2010)
- Iofi Lalogafuafua (2011)
- Thomas Rongen (2011)
- Larry Mana'o (2012-)